# Jochen Nix
Jochen Nix (* 1943 in Frankfurt am Main) ist ein deutscher Schauspieler, Theaterregisseur und Hörspielsprecher.

## Leben
Jochen Nix machte 1962 sein Abitur am Deutschen Gymnasium in Aschaffenburg und studierte von 1964 bis 1966 Germanistik in seiner Geburtsstadt. Danach besuchte er die dortige Hochschule für Musik und Darstellende Kunst, wo er unter anderem von Franz Kutschera und Joseph Offenbach zum Schauspieler ausgebildet wurde. Nix war bis 1991 an zahlreichen deutschsprachigen Theatern engagiert und spielte in Stücken wie Blick zurück im Zorn von John Osborne, in der Dreigroschenoper von Bertolt Brecht und Kurt Weill, in Ödön von Horváths Kasimir und Karoline, war in der Titelrolle von Nathan der Weise von Gotthold Ephraim Lessing oder als George in Edward Albees Wer hat Angst vor Virginia Woolf? zu sehen. Seit 1972 arbeitet Nix auch als Theaterregisseur, einige seiner Inszenierungen waren Becketts Warten auf Godot, Andorra von Max Frisch, Die Kassette von Carl Sternheim oder Brechts Der gute Mensch von Sezuan.
Auch für den Hörfunk ist Jochen Nix umfangreich als Sprecher tätig sowie als Regisseur von Radio-Features, er spricht in Hörbuchproduktionen, veranstaltet seit 1981 Lesungen und inszeniert szenische Lesungen. Gelegentlich arbeitet Nix auch vor der Kamera und war gastweise in Serien wie Ein Fall für zwei oder Schwarz greift ein zu sehen.
Jochen Nix lebt in Frankfurt am Main.

## Filmografie
- 1981: Taunusrausch
- 1981: Tatort – Nebengeschäfte
- 1982: Ein Fall für zwei – Das Haus in Frankreich
- 1984: Der Granitkopp
- 1985: Diese Drombuschs – Das kalkulierbare Risiko
- 1987: Das runde Ding vom Odenwald
- 1994: Schwarz greift ein – Ehen auf Zeit

## Hörspielproduktionen

### Sprecher (Auswahl)
- 1973: Nur sterben ist schöner – Regie: Andreas Weber-Schäfer
- 1974: Attentat im Jahre Null – Regie: Andreas Weber-Schäfer
- 1975: Intermezzo in Mayfair – Regie: Andreas Weber-Schäfer
- 1975: Am Ende der Zukunft – Vorsicht: Sackgasse – Regie: Andreas Weber-Schäfer
- 1976: Monopole – Regie: Andreas Weber-Schäfer
- 1976: Ein schlafendes Gen – Regie: Andreas Weber-Schäfer
- 1978: Heimkehr – Regie: Andreas Weber-Schäfer
- 1978: Feuerwerk von morgen – Regie: Andreas Weber-Schäfer
- 1979: Die kalte Welt des Gabriel – Regie: Andreas Weber-Schäfer
- 1980: Ein Oberst mit Zahnweh – Regie: Andreas Weber-Schäfer
- 1981: Zurück in die Tiefe – Regie: Andreas Weber-Schäfer
- 1985: Edit – Große Schwester – Regie: Andreas Weber-Schäfer
- 1986: Fangista, Borosti Asa! – Regie: Andreas Weber-Schäfer
- 1987: Planziel Genie – Regie: Andreas Weber-Schäfer
- 1987: Wie gehabt – Regie: Alfred Probst
- 1988: Die Entscheidung – Regie: Andreas Weber-Schäfer
- 1988: Stellprobe – Regie: Burkhard Schmid
- 1989: Das bessere Drittel – Regie: Andreas Weber-Schäfer
- 1990: Gamnon im scheußlich-schönen He-Man-Land – Regie: Hartmut Kirste
- 1991: Immer Schnitzel – Regie: Alfred Probst
- 1992: Zeitler sagt ab – Regie: Andreas Weber-Schäfer
- 1992: Genau wie im Fernsehen – Regie: Hans Drawe
- 1993: Tom Törn And The Lady In Black – Regie: Micke Rejström
- 1993: Daser – Regie: Andreas Weber-Schäfer
- 1994: Zum Beispiel: Günter Eich. Von der schuldosen Schuld der Literatur – Regie: Wolfram Wessels
- 1995: Der gute Wille, etwas Neues zu schaffen – Regie: Marlene Breuer
- 1995: Der Alleinunterhalter – Regie: Burkhard Schmid
- 1997: Cthulhu – Regie: Andreas Weber-Schäfer
- 1997: Das gestohlene Gesicht – Regie: Andreas Weber-Schäfer
- 1998: Jeder auf eigenes Risiko – Regie: Hartmut Kirste
- 1998: Dessert mit Schuß – Regie: Burkhard Schmid
- 1999: Sanft entschlafen – Regie: Hans Gerd Krogmann
- 2000: Wer bietet mehr – Regie: Burkhard Schmid
- 2001: Erkennen Sie die Theorie? – Regie: Helge Heynold
- 2003: Tödliche Chorprobe – Regie: Carola Preuß und Nicole Paulsen
- 2004: Im Februar fliegen die Pinguine – Regie: Michael Utz
- 2005: Nichts als die Wahrheit – Regie: Walter Adler
- 2006: Ich war’s, ich war’s – Regie: Ulrich Lampen
- 2007: Der Zahlenteufel – Regie: Burkhard Schmid
- 2012: Arsène Lupin gegen Herlock Sholmès – Das Duell der Meister (2. Teil) – Regie: Stefan Hilsbecher
- 2015: David Mahlers Zeit – Regie: Alexander Schuhmacher

### Regisseur
- 1994: Mika und Padu – Dreimal Glück und dann zurück – Autor: Rainer Gussek